# Circuito Sudamericano de Seven Femenino
El Circuito Sudamericano de Seven Femenino fue una serie de torneos de selecciones de rugby 7 creada en 2013 que organizó la Confederación Sudamericana de Rugby, hoy Sudamérica Rugby. El circuito femenino se celebró sólo dos años y servía como preparación para el seven sudamericano organizado por la misma federación.
Se determinaba un ganador por etapa, pero no uno por temporada como acontece con la Serie Mundial Femenina de Rugby 7.

## Reseña histórica
Ya a mediados del 2013, la Consur estudiaba la posibilidad de crear un circuito sudamericano. Finalmente se crea junto al circuito masculino durante el verano austral del 2013-2014.
La primera edición constó de dos etapas. En diciembre del 2013 se celebró en paralelo al Seven de la República con Argentina, Chile, Paraguay, Perú y Uruguay; mientras, que en enero del 2014 se desarrolló junto al de Mar del Plata con 4 selecciones. Ambos torneos los ganó el equipo argentino.
El segundo año, se disputó con los mismos tradicionales torneos argentinos y se agregó el de Valentín Martínez de Uruguay. En esta temporada se alcanzó a 9 el número de participantes al ingresar las selecciones de Brasil, Colombia y Venezuela. Las brasileras se quedaron con el título en Montevideo, mientras que las argentinas consiguieron las dos etapas de local.
El circuito femenino se dejó de organizar, quedando la actividad femenina de rugby 7 reducida al Seven Sudamericano y al Seven Centroamericano.

## Temporada 2013-14
| Selección | República | Mar del Plata |
| --------- | --------- | ------------- |
| Argentina | 1º        | 1º            |
| Chile     | 4º        | 4º            |
| Paraguay  | 3º        | 3º            |
| Perú      | 5º        | no jugó       |
| Uruguay   | 2º        | 2º            |

## Temporada 2014-15
| Selección | República | Mar del Plata |
| --------- | --------- | ------------- |
| Argentina | 1º        | 1º            |
| Colombia  | no jugó   | 3º            |
| Chile     | 4º        | 4º            |
| Paraguay  | 3º        | 5º            |
| Perú      | 5º        | 7º            |
| Uruguay   | 2º        | 6º            |
| Venezuela | no jugó   | 2º            |